# Capilla de San Miguel de Celanova
La capilla de San Miguel de Celanova es una pequeña capilla oratoria prerrománica de estilo mozárabe situada en el municipio de Celanova, en la provincia de Orense, Galicia, España. Se encuentra dentro del recinto del Monasterio de San Salvador de Celanova, uno de los conjuntos monásticos más importantes de la región. La capilla es considerada un ejemplo único de la arquitectura mozárabe prerrománica en Galicia y fue declarada Monumento Nacional en 1923.

## Descripción
De la época de la fundación del monasterio sólo queda, en el jardín, esta pequeña capilla prerrománica de estilo mozárabe dedicada a San Miguel, única en su estilo en Galicia. Fue construida entre los años 937 y 942 y fue erigida por San Rosendo como santuario-oratorio y albergue de peregrinos dedicado a su hermano el conde Froilán Gutiérrez, creador del monasterio de San Salvador, cercano.
El material es granito perpiaño de gran calidad.
El templo consta de tres espacios que están delimitados por arcos de herradura: la nave o vestíbulo, el espacio central y el ábside. El primero tiene entrada lateral y en el dintel aparece una inscripción en latín, en la que se menciona al conde Froilán. Se cubre, interiormente, con bóveda de cañón y su muro está reforzado con contrafuertes y, exteriormente, se cubre con tejado a dos aguas. Contiene también una pequeña ventana con arco de herradura.
| Inscripción en el dintel | Placa conmemorativa con la traducción al gallego |
| --- | --- |
| | |
| † Auctor huius operis tu Deus esse crederis: dele pe- cata omnibus te Christe pie orantibus: instat præseis memoria indigno famulo Froila: que obtat et in Domino te coniurat o bone dilecte qui legis ut me pec- catore memoria hábeas sacra et oración | Tú, oh Dios, autor de esta obra eres creído Tú, oh Cristo, borras los pecados de los que oran: La presente memoria encomia a Froila, vuestro indigno servidor. que desea y en el Señor os conjura, oh bien amado, que leáis esto para que hagáis memoria de mí, pecador, en la sagrada oración. |

El cuerpo central, o cruz, presenta también contrafuertes en el muro exterior, un tejado a cuatro aguas que descansa sobre una cornisa decorada con canecillos con bajorrelieves en los que se alternan espirales y rosetones de seis pétalos, similares a los de Santiago de Peñalba (León). Interiormente presenta bóveda de arista apoyada sobre arcos de herradura que recaen sobre cornisas lobuladas.
El ábside está cubierto por tejado a dos aguas y es más bajo que el primer cuerpo. En el interior tiene planta casi circular, muy reducida, de 1,35 m de diámetro, separada del resto de la construcción por un arco de herradura enmarcado por un alfiz, y cubierta por una cúpula galonada.
La orientación, hacia el este, está pensada para que el sol naciente atraviese, en los equinoccios, las ventanas del cuerpo central.

### Medidas euclidianas
Según el investigador de la Universidad de Vigo Roberto Vázquez Rozas, la capilla fue construida según las proporciones matemáticas de Euclides. El módulo central tiene una longitud de 3,836 metros, el doble que el rectángulo del ábside (1,915 m x 2,31 de ancho). Estas proporciones están relacionadas con las medidas árabes, que posiblemente determinaron el tamaño del edificio. Así, en la capilla aparece la proporción de 6, 9 y 12 pies árabes en el ábside, la nave y el espacio central de la plaza. Esto responde a los principios de la sección áurea expuestos por Euclides hacia el siglo III a. C.
Modulación
Por su parte el escritor e ingeniero celanovés Xosé Benito Reza Rodríguez señala en su obra sobre la capilla que su geometría es el resultado de aplicar un módulo equivalente al diámetro del ábside (1,35 m), tanto en planta como en alzado; siendo este módulo igual a la diagonal de un cuadrado de 3 pies árabes de lado o 3√2.